# Brygady Męczenników Al-Aksa
Brygady Męczenników Al-Aksa (arab. ‏كتائب شهداء الأقصى‎), Brygady Męczennika Jasira Arafata – palestyńska organizacja zbrojna, stosująca też metody terrorystyczne.

## Historia
Utworzone przez Marwana al-Barghusi w 2000 roku, podczas intifady Al-Aksa. Początkowo Brygady były wojskowym skrzydłem al-Fatahu, lecz po 2004 roku relacje między grupami uległy rozluźnieniu. Formacja ma na koncie liczne zamachy terrorystyczne, a jej taktyka wzorowana jest na akcjach Hamasu i Palestyńskiego Islamskiego Dżihadu. Ataki kierowane są na cele wojskowe i cywilne Izraela oraz Palestyńczyków uznanych za zdrajców. Wśród operacji Brygad znalazły się także zamachy samobójcze (grupa po raz pierwszy wykorzystała do takich akcji kobiety).
W 2007 roku rząd Izraela ogłosił amnestię dla bojowników formacji. Ci bojownicy, którzy ją przyjęli, zostali włączeni do palestyńskich sił bezpieczeństwa.
W latach 2008–2009 w trakcie operacji „Płynny Ołów” członkowie Brygad uczestniczyli w walkach z izraelską armią w Strefie Gazy.
W 2010 i 2011 roku bojownicy Brygad prowadzili ostrzał rakietowy miasta Sederot oraz celów izraelskich na pustyni Negew.
W listopadzie 2012 roku Brygady przyznały się do wystrzelenia na terytorium Izraela ponad 500 pocisków Kassam. Ostrzał prowadzony był w trakcie izraelskiej operacji Filar Obrony.
Latem 2014 roku Brygady po raz kolejny starły się z izraelskim wojskiem w Strefie Gazy, tym razem podczas operacji „Ochronny Brzeg”.

## Liczebność
W 2015 roku liczyły kilkuset bojowników. Działali oni na Zachodnim Brzegu, w Strefie Gazy i w południowym Libanie.

## Wsparcie zagraniczne
O wspieranie Brygad oskarżane są Iran i Hezbollah.

## Ideologia
Ideologia formacji opiera się na świeckim nacjonalizmie palestyńskim. Pomimo świeckiego charakteru, Brygady odwołują się do terminologii fundamentalistów islamskich, przez to niektórzy analitycy błędnie zaliczają je do grona ugrupowań islamistycznych.

## Jako organizacja terrorystyczna
Uznawane są za organizację terrorystyczną przez Kanadę, Izrael, Unię Europejską i Stany Zjednoczone.